# Bekker-Zählung
Bekker-Zählung bezeichnet die heute übliche Zitierweise des weitaus größten Teils der überlieferten Werke von Aristoteles. Sie geht zurück auf die erste, für die moderne Aristotelesforschung grundlegende, kritische Gesamtausgabe, die Immanuel Bekker zwischen 1831 und 1837 erstellte.
In der üblichen Zitierweise wird dabei die jeweilige Seite, Spalte und Zeile angegeben.
Beispielsweise verweist bei „980b21“
- „980“ auf die Seite 980,
- „b“ auf die rechte der beiden Spalten und
- „21“ auf die Zeile 21.

Die meisten modernen Aristotelesausgaben richten sich nach dieser Zählung und weisen diese Paginierung im Text aus.